# Maria Elena Kyriakou
Maria Elena Kyriakou, född 11 januari 1984 i Larnaca, är en grekcypriotisk popsångerska.
Maria Elena Kyriakou vann den första säsongen av The Voice of Greece. Hon kommer att representera Grekland i Eurovision Song Contest 2015 med låten One last breath.